# Jang Hye-jin
Jang Hye-jin (장혜진?; Busan, 5 settembre 1975) è un'attrice sudcoreana.

## Biografia
Ha studiato recitazione alla Korea National University of Arts di Seul.

## Filmografia

### Cinema
- Christmas noonyi naerimyeon (크리스마스에 눈이 내리면?), regia di Jang Dong-hong (1998)
- Secret Sunshine (밀양?, MilyangLR), regia di Lee Chang-dong (2007)
- Marine Boy (마린보이?), regia di Yoon Jong-seok (2009)
- Poetry (시?, SiLR), regia di Lee Chang-dong (2010)
- Sarangeul malhada (사랑을 말하다?), regia di Jeon Hwa-seong (2012)
- The World of Us (우리들?, WoorideulLR), regia di Yoon Ga-eun (2016)
- Yongsoon (용순?), regia di Shin Joon (2017)
- Dangshinui bootak (당신의 부탁?), regia di Lee Dong-eun (2018)
- Eoreundogam (어른도감?), regia di Kim In-seon (2018)
- Parasite (기생충?, GisaengchungLR), regia di Bong Joon-ho (2019)
- The House of Us (우리집?, WurijipLR), regia di Yoon Ga-eun (2019)
- Nina naena (니나 내나?), regia di Lee Dong-eun (2019)
- Aebigyuhwan (애비규환?), regia di Choi Ha-na (2020)
- Naegen neomu sojunghan neo (내겐 너무 소중한 너?), regia di Kwon Sung-mo e Lee Chang-won (2021)
- Soulmate (소울메이트?), regia di Min Yong-geun (2023)
- Love in the Big City (대도시의 사랑법?, Daedosiui sarangbeopLR), regia di E.oni (2024)

### Televisione
- Dalkomhan na-ui dosi (달콤한 나의 도시?) – serie TV (2008)
- Son kkok japgo, jineun seog-yang-eul baraboja (손 꼭 잡고, 지는 석양을 바라보자?) – serie TV (2018)
- Ru-wak in-gan (루왁인간?), regia di Ra Ha-na – film TV (2019)
- Dongbaekkkot pil muryeop (동백꽃 필 무렵?) – serie TV (2019)
- Crash Landing on You (사랑의 불시착?, Sarangui bulsichakLR) – serie TV (2019-2020)
- Ban-ui ban (반의 반?) – serie TV (2020)
- Gye-yak unjeong (계약우정?) – serie TV (2020)
- Chulsapyo (출사표?) – serie TV (2020)
- Sanhujori-won (산후조리원?) – serie TV (2020)
- Yeosingangnim (여신강림?) – serie TV (2020-2021)
- Reflection of You (너를 닮은 사람?) – serie TV (2021)
- Hospital Playlist (슬기로운 의사생활?, Seulgiro-un uisasaenghwalLR) – serie TV, episodio 2x10 (2021)
- Otsomae bulg-eun kkeutdong (옷소매 붉은 끝동?) – serie TV (2021-2022)
- Green Mothers' Club (그린마더스클럽?, Geurin madeoseu keulleobeuLR) – serie TV (2022)
- Il tempo per noi (너의 시간 속으로?, Neo-ui sigan sog-euroLR) – serie TV (2023)
- Doctor Slump (닥터슬럼프) – serie TV (2024)
- Manyeo (마녀?) – serie TV (2025)